# Symmachia tigrina
Espèce
Symmachia tigrina est un insecte lépidoptère appartenant à la famille  des Riodinidae et au genre Symmachia.

## Taxonomie
Symmachia tigrina a été décrit par William Chapman Hewitson en 1867.

## Description
Symmachia tigrina est un papillon dont les ailes antérieures présentent une courbure du bord costal. Le dessus du  mâle est rouge orné de marron avec une frange marron. Les ailes antérieures comportent une plage rouge tout le long du bord interne, une ligne submarginale de grosses taches marron puis une succession de lignes ocre et de bandes marron sur toute la partie le long du bord costal et jusqu'à la plage rouge. Les ailes postérieures sont rouge avec une ligne submarginale de grosses taches marron et des taches marron formant un damier au bord costal.
Le revers est beige avec une frange marron et une ornementation marron, une ligne submarginale de grosses taches marron puis une suite de damiers marron et beige.

## Écologie et distribution
Symmachia tigrina est présent au Brésil et en Guyane,..

### Biotope
Symmachia tigrina a été trouvé en Guyane sur des fleurs de Cordia schomburgkii.

### Protection
Pas de statut de protection particulier.